# یواس‌اس ادمیتانس (۱۸۴۷)
یواس‌اس ادمیتانس (۱۸۴۷) (به انگلیسی: USS Admittance (1847)) یک بریگ آمریکایی بود که از ۶ مه ۱۸۴۸ دیگر مورد استفاده قرار نگرفت.